# Diptychophora powelli
Diptychophora powelli là một loài bướm đêm trong họ Crambidae.